# Sefegiru
Sefegiru („Der mit geheimer Gestalt“ oder „Der Verborgene an Gestalt“) ist eine Gottheit der ägyptischen Mythologie. Er taucht in den Pyramidentexten, den Sargtexten, dem Amduat und in Tempelinschriften aus griechisch-römischer Zeit auf. Er scheint in enger Verbindung mit dem Luftgott Schu zu stehen, in manchen Textstellen wohl aber auch mit dem Sonnengott. Die einzige bekannte bildliche Darstellung, die mit großer Sicherheit Sefegiru zeigt, befindet sich im Isis-Tempel von Philae.